# Багатополярні веретена

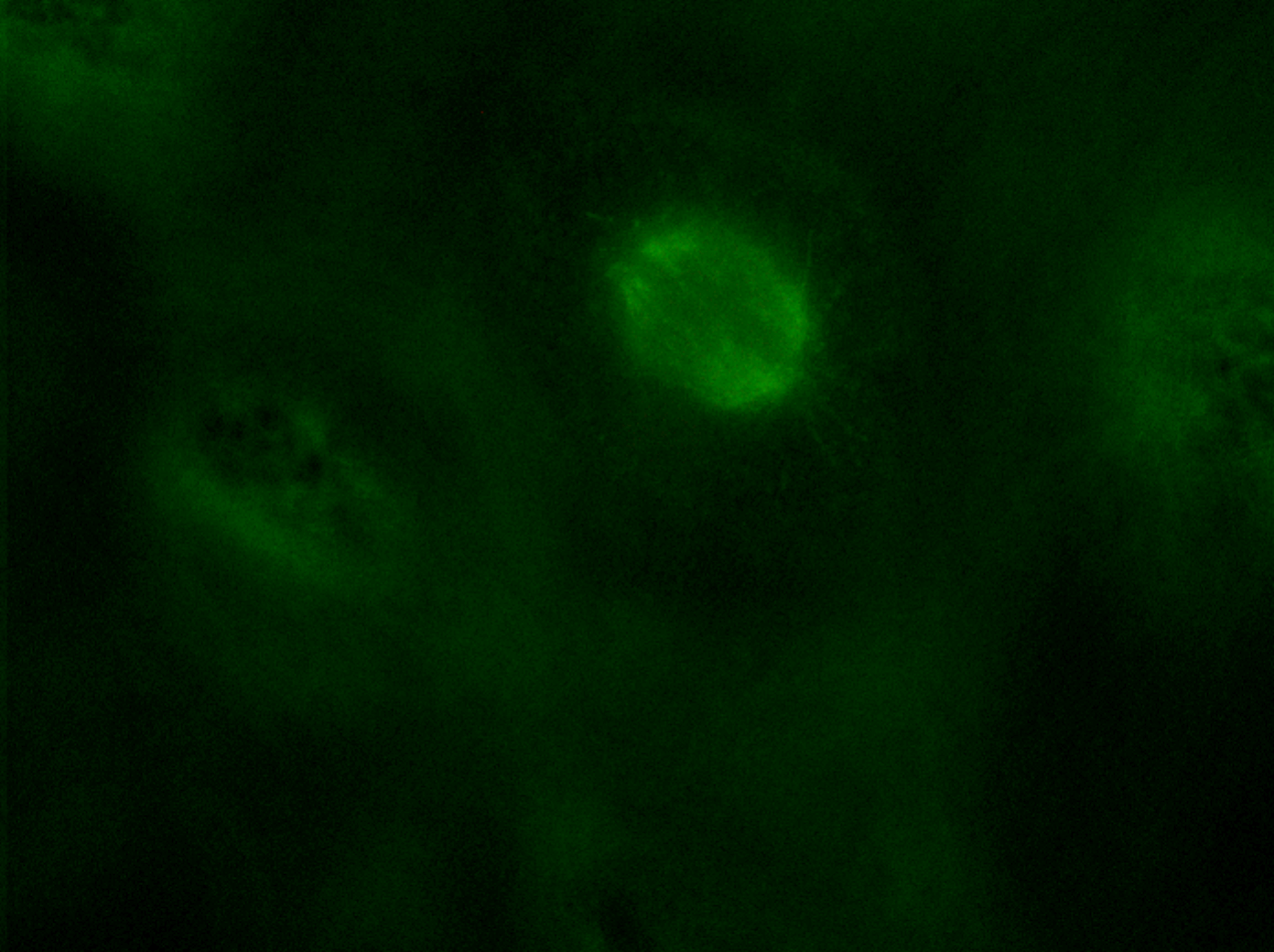
Ця клітина, як видно під час імунофлюоресценції, містить чотири центросоми, по дві на кожному кінці, з власними волокнами веретена, що прикріплюються до хромосом у метафазній пластинці

Мультиполярні веретена, багатополярні веретена — веретеноподібні утворення, характерні для ракових клітин.[джерело?]
Утворення веретена здебільшого відбувається айстрою центросоми, яку вона утворює навколо себе. У мітотичній клітині, де збираються дві айстри, відбувається утворення веретена поділу. Мітоз складається з двох незалежних процесів: внутрішньохромосомного та позахромосомного (утворення веретена поділу), обидва вони повністю координуються один з одним. У ракових клітинах утворення веретен відбувається скоріше, ніж у хромосомах. Оскільки стадія профази коротка, метафаза починається скоріше, ніж у нормальних клітинах. Хромосоми, які не можуть досягти метафазної пластинки, застрягають позаду. Ці хромосоми все ще мають айстри, прикріплені до них, і при зустрічі з іншими айстрами утворюють кілька веретен.

## Характеристики
Клітини з мультиполярними веретенами характеризуються більш ніж двома центросомами, зазвичай чотирма, і іноді мають другу метафазну пластинку. Кілька центросом відокремлюються до протилежних кінців клітини, а веретена поділу приєднуються до хромосом випадково. Коли в цих клітинах виникає анафаза, хромосоми аномально розділяються, що призводить до анеуплоїдії обох дочірніх клітин. Це може призвести до втрати життєздатности клітин і хромосомної нестабільности.

## Наявність ракових клітин
Наявність мультиполярних веретен у ракових клітинах є однією з багатьох відмінностей від нормальних клітин, які можна побачити під мікроскопом. Рак визначається неконтрольованим ростом клітин, а злоякісні клітини можуть зазнавати клітинного поділу за допомогою мультиполярних веретен, оскільки вони можуть групувати кілька центросом у два веретена. Ці мультиполярні веретена часто збираються на початку мітозу і рідко спостерігаються на пізніх стадіях.

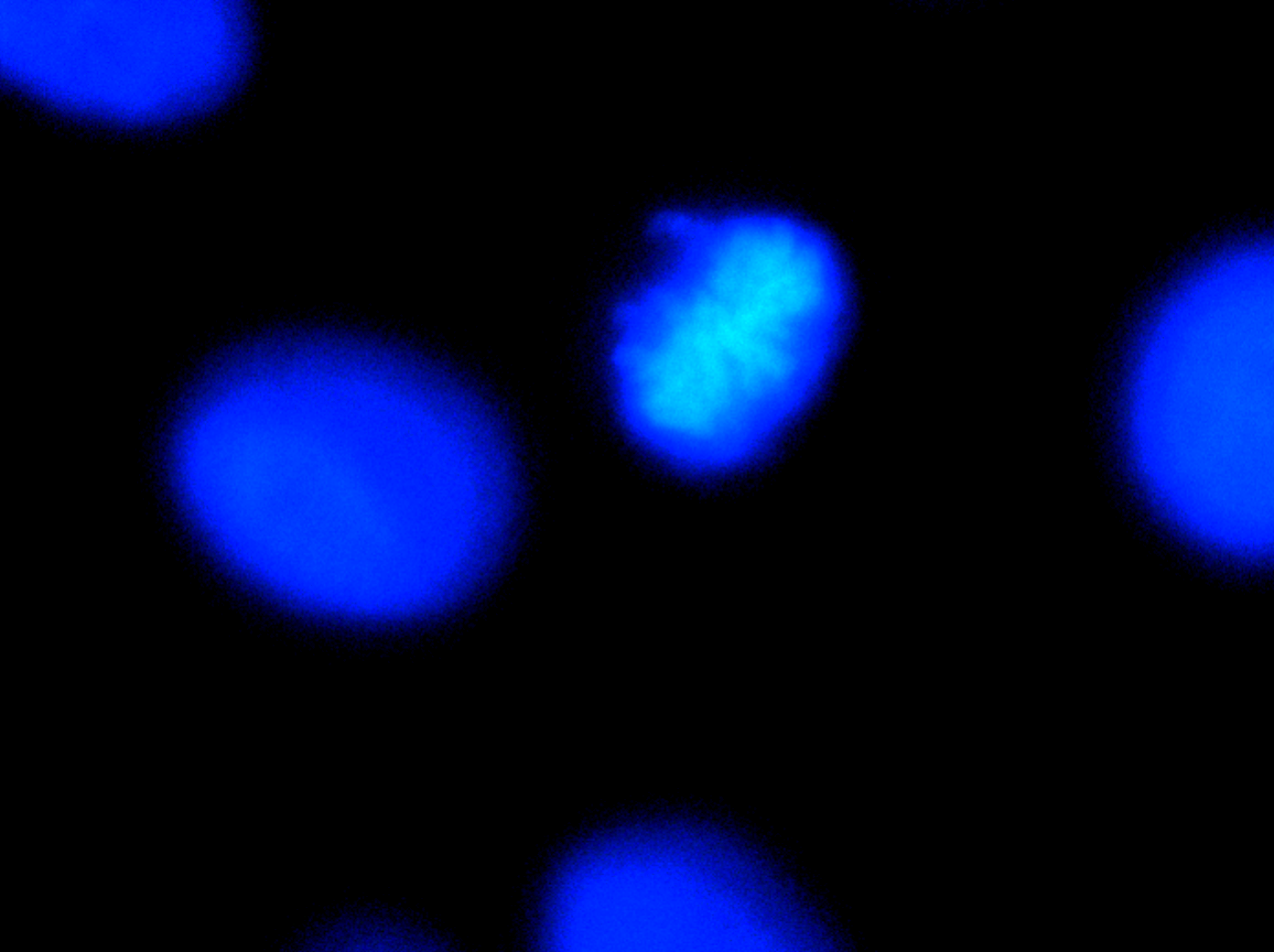
Ця клітина демонструє хромосомну аберацію внаслідок прикріплення мультиполярного веретена під час метафази під час фарбування DAPI

Дослідження показали можливі причини утворення мультиполярних веретен. Можливі причини формування мультиполярного веретена включають регуляцію сімейства протеїнкіназ, відомого як Аврора-кіназа.
Аврора-кіназа має дві форми, які називаються Аврора-кіназа А та Аврора-кіназа В. Ці білки відіграють ключову роль у мітозі та регулюються шляхом фосфорилювання та деградації. Дерегуляція цих білків може призвести до утворення множинних центросом і анеуплоїдії. У деяких онкологічних захворюваннях людини експресія та кіназна активність кіназ Aurora регулюються вгору та розглядаються як можлива мішень для протиракових препаратів.